# Savoia Excelsior Palace
 (septembre 2018).
Le Savoia Excelsior Palace est un hôtel 4 étoiles de Trieste, en Italie, détenu par le groupe Starhotels. L'hôtel est situé près de la piazza Unità d'Italia donnant sur le golfe de Trieste. Il dispose de 142 chambres, dont des suites et des appartements. L'hôtel dispose d'un bar, Le Rive, et un restaurant, Le Savoia, qui peut accueillir jusqu'à 150 personnes. Le centre de conférence de l'hôtel dispose de neuf salles de réunion pouvant accueillir jusqu'à 650 personnes. L'hôtel a été utilisé comme lieu de réunions lors du Sommet du G8 de 2009.

## Histoire
Le Savoia Excelsior Palace a été construit en 1911 par l'architecte autrichien Ladislas Fiedler avec des sculptures et des colonnes pour décorer la façade. Au moment de son ouverture en 1912, l'hôtel était l'un des plus imposants et des plus luxueux hôtels de l'Empire austro-hongrois. Tout au long de son histoire, l'hôtel a accueilli des aristocrates, des artistes et des diplomates, ainsi que des touristes en visite à Trieste. L'empereur François-Joseph était un invité fréquent et son appartement privé est resté intact. L'hôtel a rouvert ses portes en juin 2009, après deux ans et demi de travaux de rénovation.

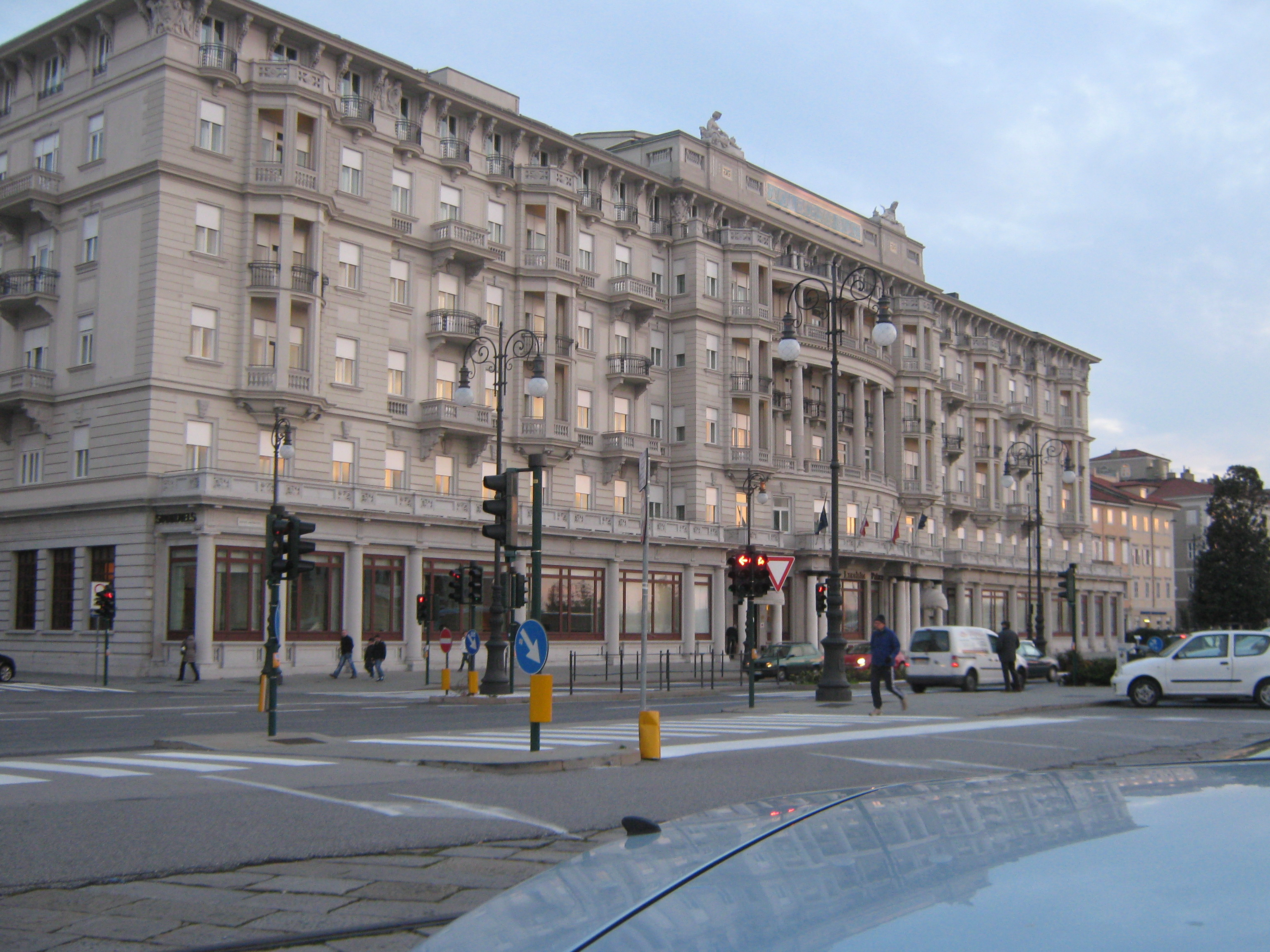